# Olympische Jugend-Sommerspiele 2018/Teilnehmer (Peru)
| Gelbes Symbol für Goldmedaillen mit stilisierten Olympischen Ringen | Graues Symbol für Silbermedaillen mit stilisierten Olympischen Ringen | Braundes Symbol für Bronzemedaillen mit stilisierten Olympischen Ringen |
| ------------------------------------------------------------------- | --------------------------------------------------------------------- | ----------------------------------------------------------------------- |
| —                                                                   | —                                                                     | —                                                                       |

Die Jugend-Olympiamannschaft aus Peru für die III. Olympischen Jugend-Sommerspiele vom 6. bis 18. Oktober 2018 in Buenos Aires (Argentinien) bestand aus 16 Athleten.

## Athleten nach Sportarten

### Badminton
Mädchen
- Fernanda Saponara Rivva
Einzel: 25. Platz
Mixed: 5. Platz (im Team Gamma)

### Beachvolleyball
Mädchen
- Lisbeth Allcca
- Medalyn Mendoza
9. Platz

### Gewichtheben
| Mädchen - Gianella Valdiviezo Leichtgewicht: 5. Platz | Jungen - Santiago Villegas Mittelgewicht: 4. Platz |

### Judo
Mädchen
- Noemí Huayhuameza
Klasse bis 52 kg: 7. Platz
Mixed: Bronze  (im Team London)

### Leichtathletik
| Mädchen - Freysi Donaires 5 km Gehen: 10. Platz | Jungen - Kevin Cahuana 5 km Gehen: 11. Platz |

### Rudern
Jungen
- Ángel Sosa
Einer: 4. Platz

### Schießen
Jungen
- Carlos Arze
Luftgewehr 10 m: 19. Platz
Mixed: 19. Platz (mit Mehuli Ghosh  Indien)

### Schwimmen
| Mädchen - Samantha Bello 200 m Freistil: 22. Platz 400 m Freistil: 20. Platz 800 m Freistil: 13. Platz - Andrea Hurtado 100 m Rücken: 22. Platz 200 m Rücken: 17. Platz | Jungen - Adrián Paseta 100 m Schmetterling: 16. Platz 200 m Schmetterling: 22. Platz |

### Segeln
| Mädchen - Cristina Arrospide Windsurfen: 20. Platz | Jungen - Raúl Claux Windsurfen: 20. Platz |

### Triathlon
Mädchen
- Naomi Espinoza
Einzel: 30. Platz
Mixed: 11. Platz (im Team Amerika 5)